# Dadaab

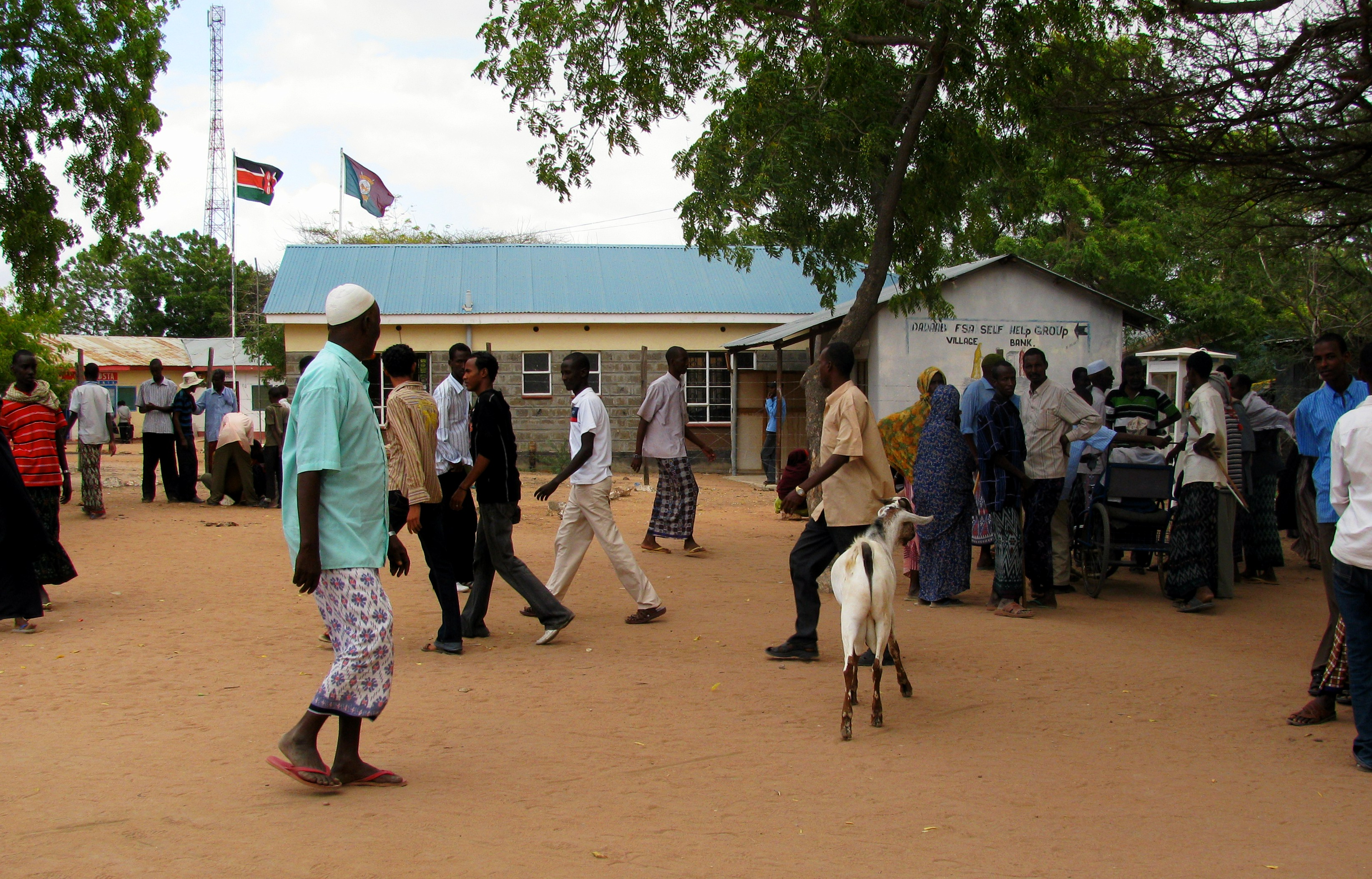
Carrer al centre de Dadaab

Dadaab és una població de la província del Nord-est de Kenya. L'any 2011 hi havia el que es diu que és el camp de refugiats més gran del món, els refugiats són de Somàlia i els primers arribaren l'any 1991
El 13 d'octubre de 2011 una cooperadora catalana d'aquest camp pertanyent a l'ONG Metges sense fronteres, Montserrat Serra i Ridao, va ser segrestada possiblement per forces paramilitars.

## Descripció
Dadaab es troba a uns 100 quilòmetres de la frontera amb Somalia. El camp està compost per quatre subcamps: Dagahaley, Hagadera, Ifo i Ifo2 (aquest obert el juliol de 2011. Fins fa poc la població de la zona era nòmada amb ramats de dromedaris i cabres. La ciutat que té més a prop és Garissa que és la capital de la província del Nord-est.

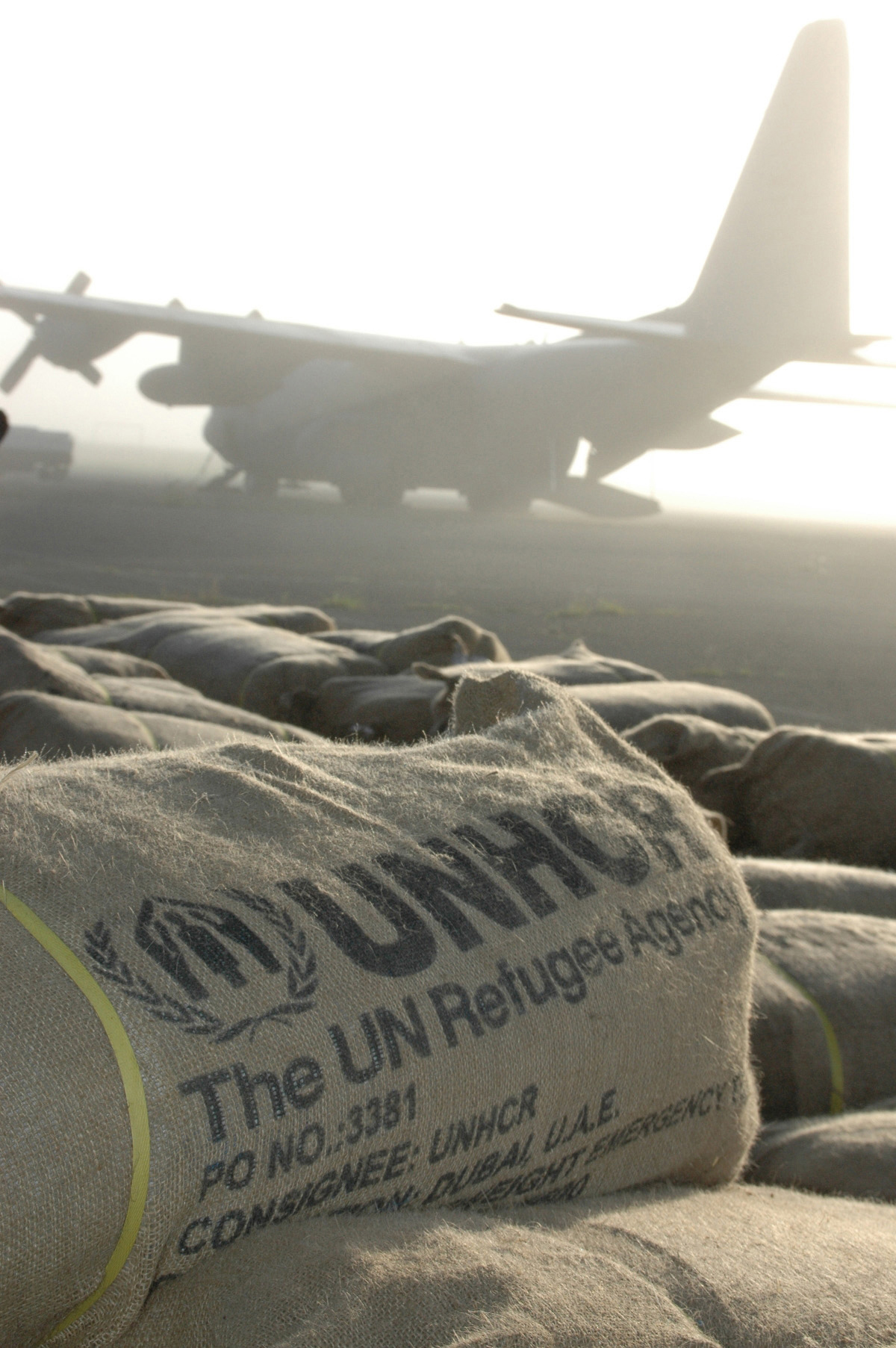
Aeroplà i ajuda humanitària al camp de refugiats de Dadaab.

El camp de refugiats de Dadaab és gestionat per l'Alt Comissionat de les Nacions Unides per als Refugiats. Gran part de l'economia de Dadaab està basada en la prestació d'ajuts al camp de refugiats els quals provenen dels efectes de la guerra civil de Somàlia des de 1991, hi ha diversos grups ètnics incloent els bantus somalis de Somàlia els quals van ser classificats pel Departament d'Estat dels Estats Units com a prioritat.
La superfície d'aquest camp és de 50 km² amb 18 km de radi. El desembre de 2006 el govern de Kenya tancà les seves fronteres als refugiats cosa que va limitar molt el nombre de noves arribades al camp. Tanamteix la regió patí els efectes de la secada de la Banya d'Àfrica de 2011 i la població de refugiats arribà al màxim. El juliol de 2011 hi arribaren més de 1.000 refugiats cada dia. La capacitat del camp és de 90.000 persones però n'hi havia més de 450.000 el juliol de 2011, cosa que el fa el camp de refugiats amb més població del món.